# Mikhail Perlman
Mikhail Romanovich Perlman (em russo:  Михаил Романович Перльман; Moscou, 23 de março de 1923 — Moscou, 8 de agosto de 2002) foi um ginasta artístico soviético, campeão olímpico em Helsinque 1952 na competição por equipes.

## Carreira esportiva
Nas Olimpíadas de Helsinque de 1952, ganhou uma medalha de ouro na competição por equipes — à frente da Suíça e da Finlândia — sendo seus companheiros: Iósif Berdiev, Viktor Chukarin, Yevgeni Korolkov, Dmytro Leonkin, Valentin Murátov, Vladimir Belyakov e Hrant Shahinyan.